# Mataruge (Prijepolje)
Pour les articles homonymes, voir Mataruge.
Mataruge (en serbe cyrillique : Матаруге) est un village de Serbie situé dans la municipalité de Prijepolje, district de Zlatibor. Au recensement de 2011, il comptait 130 habitants.

## Démographie
| 1948 | 1953 | 1961 | 1971 | 1981 | 1991 | 2002 | 2011 |
| ---- | ---- | ---- | ---- | ---- | ---- | ---- | ---- |
| 414  | 443  | 495  | 463  | 420  | 199  | 164  | 130  |

|  |